# Spilosoma wittmeri
Spilosoma wittmeri là một loài bướm đêm thuộc phân họ Arctiinae, họ Erebidae.